# Marco D’Andrea
Marco D’Andrea (* 4. November 1989 in Frankfurt am Main) ist „Pâtissier des Jahres 2020“, ausgezeichnet von Gault-Millau.

## Biografie
D’Andrea wuchs in Langen (Hessen) auf. Sein Vater Corigliano Calabro  ist italienischen Ursprungs, die Mutter Deutsche (Frankfurt am Main). Die Familie war im Obst- und Gemüsehandel tätig und schon früh wurde D’Andrea damit konfrontiert. Nach dem Hauptschulabschluss begann er eine Ausbildung zum Koch bei Karlheinz Hauser auf dem Süllberg in Hamburg. Nach seiner Ausbildung, im Jahre 2010, verbrachte er ein Jahr als Pâtissier im Restaurant Vendôme in Bergisch Gladbach bei Joachim Wissler (Drei Sterne, Guide Michelin). In 2011 zog es ihn wieder zurück nach Hamburg auf den Süllberg zu Karlheinz Hauser (Zwei Sterne, Guide Michelin). Als Chef Pâtissier leitete er von 2011 bis 2016 den süßen Bereich der Restaurants, des Caterings und des Hotels. Im Jahr 2017 widmete er sich einer neuen Herausforderung und begleitete als Executive Chef Pâtissier die Hoteleröffnung des 5-Sterne Luxushotels „The Fontenay“ an der Außenalster in Hamburg. Im Gourmetrestaurant „Lakeside“ des Hotels gelang es dem Team bereits im ersten Jahr den ersten Michelin-Stern zu erkochen. D’Andrea ist besonders bekannt für sein Afternoon-Tea im The Fontenay. Zu seinen Signaturen gehört das Dessert „The Ring“ mit der Form eines Rings. Im Geschmack ist dieser an verschiedenen, saisonalen Produkten angepasst und er spielt mit verschiedenen Texturen und Temperaturen.

## Auszeichnungen
- 2012: Titel „Junger Wilder“ von Rolling Pin
- 2014: Titel „Pâtissier des Jahres“ von Rolling Pin
- 2019: Titel „Pâtissier des Jahres“ von Rolling Pin
- 2019: Titel „Pâtissier des Jahres“ von Gault-Millau
- 2019: Titel „Pâtisserie Team des Jahres“ von Schlemmer Atlas